# Бозе, Лючия
Лючи́я Бозе́ (итал. Lucia Bosè; 28 января 1931, Милан — 23 марта 2020, Сеговия) — итальянская актриса, ставшая популярной в период итальянского неореализма в 1950-х годах.

## Биография
В послевоенной Италии Лучия работала в одной из миланских пекарен. В 1947 году приняла участие в конкурсе красоты «Мисс Италия» и стала победительницей. Джанна Канале и Джина Лоллобриджида на этом же конкурсе заняли второе и третье место и также впоследствии стали звёздами кино.
Кинодебют состоялся в 1950 году в фильме Де Сантиса «Нет мира под оливами». В том же году она сыграла Паолу Молон в фильме Микеланджело Антониони «Хроника одной любви». В 1953 году Антониони вновь пригласил Лючию уже на роль Клары Манни в фильм «Дама без камелий».
Её карьера продолжала активно развиваться до 1956 года, пока Лючия не вышла замуж за испанского матадора Луиса Мигеля Домингина и через четыре года оставила карьеру. Последним фильмом этого времени с участием Лючии стал «Завещание Орфея» (1960) Ж. Кокто.
Последующие годы она посвятила мужу и воспитанию детей — Мигеля, Паолы и Лючии.
В кино она вернулась в конце 1960-х годов, появившись в фильме Феллини «Сатирикон», а затем в картине братьев Тавиани «Под знаком Скорпиона» (1969). С тех пор она периодически появляется в небольших ролях в фильмах Маргерит Дюрас, Жанны Моро, Лилианы Кавани, Даниэля Шмида, Педро Альмодовара, Франческо Рози, Агустина Вильяронги, Ферзана Озпетека и др.
В 2000 году Лючия Бозе осуществила мечту своей юности — открыла первый в мире Музей ангелов. В экспозиции музея, расположенного в городке Турегано, Сеговия, представлено более восьмидесяти работ современных художников из разных стран с изображениями ангелов, а также различные ангельские скульптуры.
Скончалась 23 марта 2020 года в Сеговии от пневмонии, вызванной коронавирусом COVID-19.

## Семья
- Состояла в браке (1955—1967) с матадором Луисом Мигелем Домингином (9 декабря 1926 — 8 мая 1996)
- Дети:
  - Мигель Бозе (род. 3 апреля 1956), испанский певец, актёр и режиссёр
  - Паола Домингин (род. 5 ноября 1960), испанская актриса
  - Лючия Бозе-младшая (род. 1957), актриса
- Внучка — Бимба Бозе[исп.] (1 октября 1975 — 23 января 2017), модель, дизайнер, певица (солистка группы «The Cabriolets»), актриса, умерла от рака молочных желёз.

## Избранная фильмография
- 1950 — Хроника одной любви, реж. М. Антониони — Паола
- 1950 — Нет мира под оливами, реж. Дж. де Сантис — Лючия Сильвестри
- 1952 — Рим в 11 часов, реж. Дж. де Сантис — Симон
- 1952 — Девушки с площади Испании, реж. Л. Эммер —
- 1953 — Дама без камелий, реж. М. Антониони — Клара Манни
- 1955 — Смерть велосипедиста, реж. Х.А. Бардем — Мария Хосе де Кастро
- 1955 — Это называется зарёй, реж. Л. Бунюэль — Клара
- 1960 — Завещание Орфея, реж. Ж. Кокто
- 1969 — Под знаком Скорпиона, реж. П. и В. Тавиани — Глайя
- 1969 — Сатирикон, реж. Ф. Феллини — матрона
- 1970 — Метелло, реж. М. Болоньини — Виола
- 1971 — Что-то крадётся в темноте, реж. М. Колуччи — Сильвия Форрест
- 1972 — Гость, реж. Л. Кавани — Сильвия Форрест
- 1973 — Натали Гранже, реж. М. Дюрас — Натали Гранже
- 1973 — Кровавая церемония, реж. Х. Грау — Елизавета Батори'
- 1975 — Либера, любовь моя — Франческа
- 1976 — Свет, реж. Ж. Моро — Лаура
- 1977 — Виоланта, реж. Д. Шмид — Виоланта
- 1987 — Хроника заранее объявленной смерти, реж. Ф.Рози — Пласида Линеро
- 1990 — Скупой, реж. Т. Черви —
- 1999 — Последний гарем, реж. Ф. Озпетек — Сафи в старости

## Признание
- Командор ордена «За заслуги перед Итальянской Республикой» (1995)[12].
- Премия «Легенда Капри» (2004).
- Дама ордена Гражданских заслуг (2019, Испания)[13]